# (20621) 1999 TK11
1999 تي كي 11 (ويعرف أيضًا باسم (20621) 1999 تي كي 11 وفق تسمية الكوكب الصغير) (بالإنجليزية: 1999 TK11)‏ هو كويكب ضمن حزام الكويكبات؛ وترتيبه 20621 من حيث الاكتشاف.
اكتُشف هذا الجُرم الفلكي بواسطة Jaume Nomen ‏ في 9 أكتوبر 1999.

## وصلات خارجية
- (20621) 1999 TK11 في قاعدة بيانات مختبر الدفع النفاث لأجرام النظام الشمسي الصغيرة

- الاكتشاف · مخطط المدار ·  العناصر المدارية · المعلمات المادية

- (20621) 1999 TK11 على موقع ويكي سكاي: DSS2, SDSS, GALEX, IRAS, Hydrogen α, X-Ray, Astrophoto, Sky Map, Articles and images